# Шрайнерт, Курт
Курт Шрайнерт (нем. Kurt Schreinert; 16 июля 1901, Бранденбург-на-Хафеле, провинция Бранденбург, Королевство Пруссия, Германская империя — 12 февраля 1967) — немецкий филолог.
Окончил Берлинский университет, в 1929 году защитил диссертацию по роману Жан-Поля «Зибенкэз». Работал в Гёттингенском университете.
Считался, прежде всего, крупнейшим специалистом по жизни и творчеству Теодора Фонтане, подготовил собрание его сочинений, опубликовал собрание писем. Изучал также творчество основоположницы немецкого исторического романа Бенедикты Науберт, опубликовав монографию о ней (нем. Benedikte Naubert: ein Beitrag zur Entstehungsgeschichte des historischen Romans in Deutschland; 1941, переиздание 1969). Среди других публикаций Шрайнерта — «Записки о Прибалтике и Московии. 1666—1670 гг.» Ганса Морица Айрмана.
Библиотека Шрайнерта, содержавшая 4500 томов, в 1974 году передана в состав Библиотеки герцога Августа в Вольфенбюттеле.